# Д’Андре, Эмиль
Эмиль Д’Андре (фр. Emile d’André; 16 мая 1827, Париж — 22 сентября 1900, Буживаль) — французский шахматист.
В 1867 году участвовал в 1-м международном турнире проходившем в Париже.

## Спортивные результаты
| Год  | Город | Соревнование             | + | −  | = | Результат | Место |
| ---- | ----- | ------------------------ | - | -- | - | --------- | ----- |
| 1867 | Париж | 1-й международный турнир | 6 | 17 | 1 | 6 из 24   | 9—11  |